# Sent Martin de Sescàs
Sent Martin de Sescàs (en francès Saint-Martin-de-Sescas) és un municipi francès situat al departament de la Gironda i a la regió de la Nova Aquitània.

## Demografia
| 1962                                       | 1968 | 1975 | 1982 | 1990 | 1999 | 2007 |
| ------------------------------------------ | ---- | ---- | ---- | ---- | ---- | ---- |
| 405                                        | 427  | 374  | 401  | 426  | 471  | 497  |
| Des de 1962: població sense dobles comptes |      |      |      |      |      |      |

## Administració
| Període | Identitat      | Partit |
| ------- | -------------- | ------ |
| 2008-   | Nicole Étienne |        |